# Faith Tabernacle
De Faith Tabernacle is de hoofdkerk van de Winners' Chapel-gemeenschap in Nigeria. Het gebouw staat in Ota, een voorstad van Lagos. De kerk is gebouwd in 1998.
Het is met 50.400 zitplaatsen de grootste kerk ter wereld, gemeten naar het aantal zitplaatsen. Op een tweede plaats komt de Yoido Full Gospel Church in Seoel (26.000 zitplaatsen), gevolgd door de Lakewood Church in Houston met 16.800 zitplaatsen.